# Ван Перси, Робин
Ро́бин ван Пе́рси (нидерл. Robin van Persieо файле, МФА [ˈrɔbɪn vɐmˈpɛrsi]; род. 6 августа 1983, Роттердам) — нидерландский футболист, выступавший на позиции нападающего. Лучший бомбардир в истории сборной Нидерландов. Двукратный обладатель «Золотой бутсы английской Премьер-лиги». Главный тренер клуба «Фейеноорд».

## Клубная карьера

### «Фейеноорд»
Ван Перси в возрасте 5 лет присоединился к нидерландскому клубу «Эксельсиор» из Роттердама. В 1998 году покинул его из-за конфликта с тренерским штабом, и позднее перешёл в «Фейеноорд». Он быстро влился в первую команду и дебютировал за неё в возрасте 17 лет. В конце сезона 2001/02 он был признан лучшим молодым игроком чемпионата Нидерландов.
Перед стартом следующего сезона ван Перси подписал свой первый профессиональный контракт, рассчитанный на 3,5 года. Из-за конфликта с тогдашним тренером «Фейеноорда» Бертом ван Марвейком, ван Перси был переведён в резервную команду. В сезоне 2003/04, во время матча между резервными составами «Фейеноорда» и «Аякса», он вместе с несколькими одноклубниками подвергся нападению со стороны хулиганов, выскочивших на поле. Именно этот матч убедил скаута «Арсенала» Стива Роули в том, что ван Перси обладает стальным характером. «Канониры» уже год следили за Робином, однако его сложные отношения с тренерским составом вызывали у них опасения. Но хладнокровие, которое проявил ван Перси, когда ему приходилось выполнять угловые удары, находясь под давлением фанатов «Аякса» (на трибунах жгли файеры и взрывали петарды, на поле летели бутылки), убедило Роули, что проблемы Робина с тренером вызваны не его инфантильностью, а просто имеет место недопонимание с обеих сторон. Уже на этот вечер была назначена встреча ван Перси и представителей «ПСВ», поэтому «Арсенал» должен был действовать быстро. Сразу после окончания сезона Робин ван Перси присоединился к «канонирам», компенсация составила всего 2,75 млн фунтов стерлингов.

### «Арсенал»
17 мая 2004 года ван Перси подписал с «Арсеналом» 4-летний контракт. В Голландии ван Перси играл на позиции левого вингера, однако в «Арсенале» он стал нападающим. Робин дебютировал за «канониров» в матче за Суперкубок Англии против «Манчестер Юнайтед». Поначалу ван Перси выходил лишь со скамейки запасных, но 27 октября в матче Кубка Футбольной лиги состоялся его дебют в стартовом составе. Хорошая форма голландца на старте чемпионата Англии сезона 2005/06 (8 голов в 8 матчах) принесла ему награду лучшего игрока ноября. 4 января 2006 года он подписал новый 5-летний контракт с «Арсеналом».
В сезоне 2006/07 ван Перси получил серьёзную травму, но, несмотря на это, стал лучшим бомбардиром команды с 13 голами в своём активе.
После отъезда Тьерри Анри в «Барселону» ван Перси стал ведущей силой в линии нападения «канониров», но после ряда удачных матчей получил серьёзную травму колена в матче за сборную Голландии. К декабрю Робин вернулся в команду, но в январе очередная травма вывела его из строя до конца сезона. Тем временем ван Перси обрёл в клубе сильного конкурента в лице Эммануэля Адебайора.
Ахиллесовой пятой Робина ван Перси была слабая правая нога, которую он использовал лишь для бега. Однако перед сезоном 2008/09 он всерьёз поработал над этим, что принесло свои плоды: Робин начал регулярно забивать правой ногой. В сезоне 2008/09 он стал лучшим бомбардиром «Арсенала», забив во всех турнирах 20 голов. Кроме того, он отдал 13 голевых передач.
В июле 2009 года ван Перси заключил новый контракт с «Арсеналом». Отъезд Эммануэля Адебайора в «Манчестер Сити» сделал голландца главной надеждой «канониров» в их атакующих построениях. Сезон Робин начал весьма успешно, он немало забивал и создавал голевые моменты для партнёров. В октябре он был признан лучшим игроком месяца в Премьер-лиге. Но 14 ноября 2009 года он травмировал лодыжку в международном матче. 14 апреля 2010 года ван Перси вернулся на поле в матче против «Тоттенхэма», в сезоне 2009/10, несмотря на травму, он стал третьим по результативности бомбардиром «Арсенала», забив 10 голов в 19 матчах. Кроме того, он отдал 8 голевых передач.
После ухода из клуба Вильяма Галласа ван Перси взял себе 10-й номер, уступив 11-й Карлосу Вела.
В начале сезона 2010/11 ван Перси снова получил травму и восстановился только к концу ноября. Первый свой гол в сезоне Робин забил в ворота «Партизана» 8 декабря 2010 года. В январе ван Перси стал показывать именно ту игру, которую от него ждали фанаты — хет-триком в ворота «Уигана» и дублем в ворота «Вест Хэм Юнайтед» Робин подтвердил, что является основным кандидатом на место в основе. Многим особенно запомнился гол в ворота грозного соперника — испанской «Барселоны» — Робин поразил ворота с острого угла после передачи Гаэля Клиши.
Однако несколькими неделями спустя в ответном матче против «Барселоны», состоявшемся 8 марта 2011 года, Робин был удалён на 56-й минуте матча, оставив «Арсенал» в меньшинстве. Сначала он был предупреждён за удар Даниэля Алвеса в лицо во время игровой борьбы за мяч, а потом получил весьма спорную вторую жёлтую карточку за удар по мячу после свистка судьи. Сам ван Перси утверждает, что не слышал свисток, а его партнёр по команде — Джек Уилшир — отметил, что между свистком и ударом прошла всего секунда. Грэм Полл позже отметил, что, по его мнению, ван Перси не наносил удар после свистка сознательно, а лишь доигрывал эпизод.
16 августа 2011 года, после ухода из клуба капитана Сеска Фабрегаса, Робин был назначен новым капитаном команды. Изменения в характере команды и то, как Робин проявил себя в этой роли, позволили специалистам высказать предположение, что равного ему капитана у «Арсенала» не было со времён Виейра. При нём в сезоне 2011/12 «канониры» установили рекорд Премьер-лиги, одержав волевые победы в четырёх матчах подряд.
24 сентября 2011 года в матче с «Болтоном» ван Перси отметился дублем, забив свои 99-й и 100-й голы за «Арсенал». 29 октября 2011 года в матче с «Челси» Робин ван Перси оформил хет-трик и тем самым помог «Арсеналу» одержать победу на «Стэмфорд Бридж» со счётом 5:3. 4 февраля 2012 года вновь оформил хет-трик, забив один из самых быстрых голов Премьер-лиги в этом сезоне. В конце сезона Робин с 30 голами стал лучшим бомбардиром Премьер-лиги, обойдя по этому показателю Уэйна Руни и Серхио Агуэро.
4 июля 2012 года Ван Перси объявил, что не планирует продлевать контракт, который заканчивается через год. Сразу после этого на официальном сайте «Арсенала» появилось сообщение, что клуб планирует оставить его до конца контракта.

### «Манчестер Юнайтед»
15 августа было объявлено о соглашении о трансфере ван Перси в «Манчестер Юнайтед», который будет завершён после прохождения игроком медицинского обследования и подписания контракта с клубом. Сумма сделки составила 22,5 млн фунтов, также «Манчестер Юнайтед» дополнительно выплатит 1,5 млн, если в течение четырёх лет выиграет Премьер-лигу или Лигу чемпионов. 17 августа футболист официально стал игроком «красных дьяволов».

Ван Перси дебютировал за «Юнайтед» 20 августа, выйдя на замену Дэнни Уэлбеку в матче против «Эвертона». 25 августа забил свой первый гол за «Юнайтед» в матче против «Фулхэма». 2 сентября в матче против «Саутгемптона» ван Перси сделал хет-трик, благодаря которому «Манчестер Юнайтед» смог одержать волевую победу со счётом 3:2. 2 октября Робин забил два гола в матче Лиги чемпионов в ворота «Клужа». Встреча завершилась победой «Юнайтед» — 2:1. 3 ноября ван Перси забил гол своему бывшему клубу «Арсенал». В знак уважения к прошлому клубу, он не праздновал этот гол. 9 декабря Робин принёс победу «Манчестер Юнайтед» в манчестерском дерби против «Сити» на 92-й минуте матча (3:2). В следующем туре, 15 декабря, Ван Перси забил гол и отдал результативный пас на Уэйна Руни в игре против «Сандерленд». Матч окончился победой «красных дьяволов» со счётом 3:1. 1 января голландец сделал дубль в ворота аутсайдера Премьер-лиги — «Уигана», а «Юнайтед» разгромил соперника — 4:0. 13 января Робин открыл счёт в принципиальном матче против «Ливерпуля», а матч завершился победой «дьяволов» — 2:1. 22 апреля, в матче 34-го тура, Ван Перси сделал хет-трик в матче с «Астон Виллой», а «Юнайтед» победил — 3:0 и досрочно стал чемпионом Англии. После игры Робин сказал: 
Я счастлив, хотя всё это несколько странно. Мне очень долго пришлось ждать первого титула. Это превосходное чувство. Впереди игра с «Арсеналом», но сейчас я хочу полностью насладиться моментом.
В следующем туре Робин впервые сыграл против «Арсенала» на Эмирейтс. Ван Перси забил единственный мяч «Юнайтед» в матче, который завершился вничью — 1:1. Таким образом Робин, обновил рекорд «Манчестер Юнайтед», забив в дебютном сезоне 25 голов. Ранее лучший показатель был установлен в сезоне 1987/88 Брайаном Макклером, который забил 24 мяча в 40 встречах. Также Ван Перси вошёл в сборную сезона по версии игроков и был признан вторым игроком чемпионата по версии Ассоциации футбольных журналистов Англии, уступил только представителю «Тоттенхэма» — Гарету Бейлу. В начале мая Робин, забив в пяти матчах шесть голов, был признан лучшим игроком месяца (апреля). В первом сезоне в составе «красных дьяволов» ван Перси отметился 30-ю забитыми мячами (26 в чемпионате Англии, 3 в Лиге чемпионов и 1 в Кубке Англии).
11 августа 2013 года ван Перси помог «Манчестер Юнайтед» завоевать Суперкубок Англии, забив два мяча в ворота «Уигана». Матч завершился со счётом 2:0. 17 августа, в стартовом туре Премьер-лиги, Робин сделал дубль в ворота «Суонси Сити». 17 сентября голландец забил один из четырёх мячей в ворота леверкузенского «Байера» в матче первого тура Лиги чемпионов. 26 октября в игре против «Сток Сити» ван Перси отметился голом, а также отдал голевой пас на Уэйна Руни. Матч завершился непростой победой «красных дьяволов» со счётом 3:2.
10 ноября голландец, забив единственный гол в матче против лондонского «Арсенала», принёс важную победу «Манчестеру» — 1:0. 19 марта в 1/8 Лиги чемпионов оформил хет-трик в матче против «Олимпиакоса». В целом сезон оказался для голландца неудачным, в чемпионате он забил всего 12 голов в 21 матче.
Сезон 2014/15 голландец провёл ещё неудачнее, чем предыдущий. 26 октября ван Перси на последних минутах забил важный гол в ворота «Челси», чем спас свою команду от поражения. 18 декабря сумел оформить дубль в ворота «Саутгемптона», матч закончился со счётом 1:2. 2 мая 2015 года ван Перси не реализовал пенальти в матче с «Вест Бромвич Альбион». Забив 10 голов в премьер-лиге и сделав две голевые передачи, ван Перси окончательно потерял доверие Луи ван Гала, который под конец сезона даже перестал выпускать его на поле.

### «Фенербахче»
В конце июня 2015 года ван Перси попал в сферу интересов турецкого «Фенербахче», который намеревался усилить линию атаки перед началом сезона. 12 июля Робин прилетел в Стамбул, а через два дня подписал с «Фенербахче» контракт на три года. Сумма трансфера, по некоторым данным, составила около 6 млн евро. Дебют ван Перси состоялся 28 июля в матче Лиги чемпионов против донецкого «Шахтёра». Свой дебютный гол Робин забил довольно скоро. 20 августа в матче Лиги Европы против греческого «Атромитоса» голландец в добавленное время переправил мяч головой в дальний угол ворот соперника, тем самым принеся победу своей команде со счётом 1:0. 23 августа Робин забил гол в ворота «Ризеспора», сделав его своим дебютным забитым мячом в рамках чемпионата Турции.
В сезоне 2016/17 выиграл упорную конкуренцию с Фернандао, но основным нападающим стал Мусса Сов.

### Возвращение в «Фейеноорд» и завершение карьеры игрока
18 января 2018 года ван Перси вернулся в «Фейеноорд». Ранее он договорился о расторжении контракта с «Фенербахче».
12 мая 2019 года Ван Перси сыграл свой последний матч в карьере игрока против «АДО Ден Хааг» (матч закончился поражением 0:2). На 93-й минуте матча его заменили, и он ушёл с поля под бурные овации домашнего стадиона. Несмотря на то, что матч формально продолжался, игроки обеих команд выстроились в коридор почёта, чтобы торжественно проводить игрока.

## Сборная Нидерландов
Ван Перси сыграл на чемпионатах мира 2006, 2010 и 2014 годов, а также на чемпионатах Европы 2008 и 2012 годов. На чемпионате мира 2006 года он выходил на замену, забив 1 мяч в 4 встречах. На Евро-2008 Марко ван Бастен использовал ван Перси в качестве центрального нападающего (против Италии), правого вингера (против Франции и России) и на позиции под нападающим (против Румынии). В матче против сборной Франции ван Перси, выйдя на замену на 55-й минуте встречи, через 4 минуты после прострела Роббена с линии вратарской забил мяч ударом в нижний угол. Свой второй гол на Евро-2008 он забил во встрече против сборной Румынии.
После Евро-2008 ван Перси сыграл в нескольких товарищеских матчах, но в ноябре 2009 года в одном из них получил серьёзную травму лодыжки и был вынужден пропустить большую часть сезона. Позднее хорошо ему знакомый тренер Берт ван Марвейк включил его в окончательный состав сборной Нидерландов на чемпионат мира 2010 года.
Ван Перси является лучшим бомбардиром сборной Нидерландов за всю её историю: 11 октября 2013 года форвард оформил хет-трик в матче отборочного раунда чемпионата мира 2014 со сборной Венгрии и довёл количество мячей забитых в составе оранжевых до 41.
28 августа 2015 года лишён капитанской повязки в сборной, которая была передана Арьену Роббену, потерял место в стартовом составе. В матче против сборной Чехии, заменив защитника Ридевалда на 38-й минуте, отличился автоголом, а потом забил в чужие ворота, но Нидерланды проиграли со счётом 2:3. Гол ван Перси стал для него 50-м в составе сборной. После неудачного отборочного цикла к Евро-2016 («оранжевые» не сумели попасть на чемпионат Европы впервые с 1984 года) тренер сборной Данни Блинд больше не вызывал ван Перси.
31 августа 2017 года в рамках отборочного турнира чемпионата мира 2018 сборная Голландии потерпела сокрушительное поражение от сборной Франции со счётом 0:4. В этом матче ван Перси вышел на поле во втором тайме, заменив нападающего Винсента Янссена.

### Матчи ван Перси за сборную Нидерландов
| Матчи и голы ван Перси за сборную Нидерландов | Матчи и голы ван Перси за сборную Нидерландов | Матчи и голы ван Перси за сборную Нидерландов | Матчи и голы ван Перси за сборную Нидерландов | Матчи и голы ван Перси за сборную Нидерландов | Матчи и голы ван Перси за сборную Нидерландов |
| --------------------------------------------- | --------------------------------------------- | --------------------------------------------- | --------------------------------------------- | --------------------------------------------- | --------------------------------------------- |
| №                                             | Дата                                          | Соперник                                      | Счёт                                          | Голы ван Перси                                | Соревнование                                  |
| 1                                             | 4 июня 2005                                   | Румыния                                       | 2:0                                           | -                                             | Отборочные матчи ЧМ-2006                      |
| 2                                             | 8 июня 2005                                   | Финляндия                                     | 4:0                                           | 1                                             | Отборочные матчи ЧМ-2006                      |
| 3                                             | 17 августа 2005                               | Германия                                      | 2:2                                           | -                                             | Товарищеский матч                             |
| 4                                             | 3 сентября 2005                               | Армения                                       | 1:0                                           | -                                             | Отборочные матчи ЧМ-2006                      |
| 5                                             | 7 сентября 2005                               | Андорра                                       | 4:0                                           | -                                             | Отборочные матчи ЧМ-2006                      |
| 6                                             | 8 октября 2005                                | Чехия                                         | 2:0                                           | -                                             | Отборочные матчи ЧМ-2006                      |
| 7                                             | 12 октября 2005                               | Македония                                     | 0:0                                           | -                                             | Отборочные матчи ЧМ-2006                      |
| 8                                             | 27 мая 2006                                   | Камерун                                       | 1:0                                           | -                                             | Товарищеский матч                             |
| 9                                             | 1 июня 2006                                   | Мексика                                       | 2:1                                           | -                                             | Товарищеский матч                             |
| 10                                            | 4 июня 2006                                   | Австралия                                     | 1:1                                           | -                                             | Товарищеский матч                             |
| 11                                            | 11 июня 2006                                  | Сербия и Черногория                           | 1:0                                           | -                                             | Финальные матчи ЧМ-2006                       |
| 12                                            | 16 июня 2006                                  | Кот-д’Ивуар                                   | 2:1                                           | 1                                             | Финальные матчи ЧМ-2006                       |
| 13                                            | 21 июня 2006                                  | Аргентина                                     | 0:0                                           | -                                             | Финальные матчи ЧМ-2006                       |
| 14                                            | 25 июня 2006                                  | Португалия                                    | 0:1                                           | -                                             | Финальные матчи ЧМ-2006                       |
| 15                                            | 16 августа 2006                               | Ирландия                                      | 4:0                                           | 1                                             | Товарищеский матч                             |
| 16                                            | 2 сентября 2006                               | Люксембург                                    | 1:0                                           | -                                             | Отборочные матчи ЧЕ-2008                      |
| 17                                            | 6 сентября 2006                               | Беларусь                                      | 3:0                                           | 2                                             | Отборочные матчи ЧЕ-2008                      |
| 18                                            | 7 октября 2006                                | Болгария                                      | 1:1                                           | 1                                             | Отборочные матчи ЧЕ-2008                      |
| 19                                            | 11 октября 2006                               | Албания                                       | 2:1                                           | 1                                             | Отборочные матчи ЧЕ-2008                      |
| 20                                            | 2 августа 2007                                | Швейцария                                     | 1:2                                           | -                                             | Товарищеский матч                             |
| 21                                            | 8 сентября 2007                               | Болгария                                      | 2:0                                           | -                                             | Отборочные матчи ЧЕ-2008                      |
| 22                                            | 12 сентября 2007                              | Албания                                       | 1:0                                           | -                                             | Отборочные матчи ЧЕ-2008                      |
| 23                                            | 17 октября 2007                               | Словения                                      | 2:0                                           | -                                             | Отборочные матчи ЧЕ-2008                      |
| 24                                            | 26 марта 2008                                 | Австрия                                       | 4:3                                           | -                                             | Товарищеский матч                             |
| 25                                            | 9 июня 2008                                   | Италия                                        | 3:0                                           | -                                             | Финальные матчи ЧЕ-2008                       |
| 26                                            | 13 июня 2008                                  | Франция                                       | 4:1                                           | 1                                             | Финальные матчи ЧЕ-2008                       |
| 27                                            | 17 июня 2008                                  | Румыния                                       | 2:0                                           | 1                                             | Финальные матчи ЧЕ-2008                       |
| 28                                            | 21 июня 2008                                  | Россия                                        | 1:3                                           | -                                             | Финальные матчи ЧЕ-2008                       |
| 29                                            | 20 августа 2008                               | Россия                                        | 1:1                                           | 1                                             | Товарищеский матч                             |
| 30                                            | 6 сентября 2008                               | Австралия                                     | 1:2                                           | -                                             | Товарищеский матч                             |
| 31                                            | 10 сентября 2008                              | Македония                                     | 2:1                                           | -                                             | Отборочные матчи ЧМ-2010                      |
| 32                                            | 15 октября 2008                               | Норвегия                                      | 1:0                                           | -                                             | Отборочные матчи ЧМ-2010                      |
| 33                                            | 19 ноября 2008                                | Швеция                                        | 3:1                                           | 2                                             | Товарищеский матч                             |
| 34                                            | 11 февраля 2009                               | Тунис                                         | 1:1                                           | -                                             | Товарищеский матч                             |
| 35                                            | 28 марта 2009                                 | Шотландия                                     | 3:0                                           | 1                                             | Отборочные матчи ЧМ-2010                      |
| 36                                            | 6 июня 2009                                   | Исландия                                      | 2:1                                           | -                                             | Отборочные матчи ЧМ-2010                      |
| 37                                            | 10 июня 2009                                  | Норвегия                                      | 2:0                                           | -                                             | Отборочные матчи ЧМ-2010                      |
| 38                                            | 12 августа 2009                               | Англия                                        | 2:2                                           | -                                             | Товарищеский матч                             |
| 39                                            | 5 сентября 2009                               | Япония                                        | 3:0                                           | 1                                             | Товарищеский матч                             |
| 40                                            | 9 сентября 2009                               | Шотландия                                     | 1:0                                           | -                                             | Отборочные матчи ЧМ-2010                      |
| 41                                            | 14 ноября 2009                                | Италия                                        | 0:0                                           | -                                             | Товарищеский матч                             |
| 42                                            | 26 мая 2010                                   | Мексика                                       | 2:1                                           | 2                                             | Товарищеский матч                             |
| 43                                            | 1 июня 2010                                   | Гана                                          | 4:1                                           | 1                                             | Товарищеский матч                             |
| 44                                            | 5 июня 2010                                   | Венгрия                                       | 6:1                                           | 1                                             | Товарищеский матч                             |
| 45                                            | 14 июня 2010                                  | Дания                                         | 2:0                                           | -                                             | Финальные матчи ЧМ-2010                       |
| 46                                            | 19 июня 2010                                  | Япония                                        | 1:0                                           | -                                             | Финальные матчи ЧМ-2010                       |
| 47                                            | 24 июня 2010                                  | Камерун                                       | 2:1                                           | 1                                             | Финальные матчи ЧМ-2010                       |
| 48                                            | 28 июня 2010                                  | Словакия                                      | 2:1                                           | -                                             | Финальные матчи ЧМ-2010                       |
| 49                                            | 2 июля 2010                                   | Бразилия                                      | 2:1                                           | -                                             | Финальные матчи ЧМ-2010                       |
| 50                                            | 6 июля 2010                                   | Уругвай                                       | 3:2                                           | -                                             | Финальные матчи ЧМ-2010                       |
| 51                                            | 11 июля 2010                                  | Испания                                       | 0:1                                           | -                                             | Финальные матчи ЧМ-2010                       |
| 52                                            | 17 ноября 2010                                | Турция                                        | 1:0                                           | -                                             | Товарищеский матч                             |
| 53                                            | 25 марта 2011                                 | Венгрия                                       | 4:0                                           | 1                                             | Отборочные матчи ЧЕ-2012                      |
| 54                                            | 29 марта 2011                                 | Венгрия                                       | 5:3                                           | 1                                             | Отборочные матчи ЧЕ-2012                      |
| 55                                            | 4 июня 2011                                   | Бразилия                                      | 0:0                                           | -                                             | Товарищеский матч                             |
| 56                                            | 8 июня 2011                                   | Уругвай                                       | 1:1                                           | -                                             | Товарищеский матч                             |
| 57                                            | 2 сентября 2011                               | Сан-Марино                                    | 11:0                                          | 4                                             | Отборочные матчи ЧЕ-2012                      |
| 58                                            | 6 сентября 2011                               | Финляндия                                     | 2:0                                           | -                                             | Отборочные матчи ЧЕ-2012                      |
| 59                                            | 7 октября 2011                                | Молдова                                       | 1:0                                           | -                                             | Отборочные матчи ЧЕ-2012                      |
| 60                                            | 11 октября 2011                               | Швеция                                        | 2:3                                           | -                                             | Отборочные матчи ЧЕ-2012                      |
| 61                                            | 11 ноября 2011                                | Швейцария                                     | 0:0                                           | -                                             | Товарищеский матч                             |
| 62                                            | 29 февраля 2012                               | Англия                                        | 3:2                                           | -                                             | Товарищеский матч                             |
| 63                                            | 26 мая 2012                                   | Болгария                                      | 1:2                                           | 1                                             | Товарищеский матч                             |
| 64                                            | 30 мая 2012                                   | Словакия                                      | 2:0                                           | -                                             | Товарищеский матч                             |
| 65                                            | 2 июня 2012                                   | Северная Ирландия                             | 6:0                                           | 2                                             | Товарищеский матч                             |
| 66                                            | 9 июня 2012                                   | Дания                                         | 0:1                                           | -                                             | Финальные матчи ЧЕ-2012                       |
| 67                                            | 13 июня 2012                                  | Германия                                      | 1:2                                           | 1                                             | Финальные матчи ЧЕ-2012                       |
| 68                                            | 17 июня 2012                                  | Португалия                                    | 1:2                                           | -                                             | Финальные матчи ЧЕ-2012                       |
| 69                                            | 7 сентября 2012                               | Турция                                        | 2:0                                           | 1                                             | Отборочные матчи ЧМ-2014                      |
| 70                                            | 11 сентября 2012                              | Венгрия                                       | 4:1                                           | -                                             | Отборочные матчи ЧМ-2014                      |
| 71                                            | 16 октября 2012                               | Румыния                                       | 4:1                                           | 1                                             | Отборочные матчи ЧМ-2014                      |
| 72                                            | 6 февраля 2013                                | Италия                                        | 1:1                                           | -                                             | Товарищеский матч                             |
| 73                                            | 22 марта 2013                                 | Эстония                                       | 3:0                                           | 1                                             | Отборочные матчи ЧМ-2014                      |
| 74                                            | 26 марта 2013                                 | Румыния                                       | 4:0                                           | 2                                             | Отборочные матчи ЧМ-2014                      |
| 75                                            | 7 июня 2013                                   | Индонезия                                     | 3:0                                           | -                                             | Товарищеский матч                             |
| 76                                            | 11 июня 2013                                  | Китай                                         | 2:0                                           | 1                                             | Товарищеский матч                             |
| 77                                            | 14 августа 2013                               | Португалия                                    | 1:1                                           | -                                             | Товарищеский матч                             |
| 78                                            | 6 сентября 2013                               | Эстония                                       | 2:2                                           | 1                                             | Отборочные матчи ЧМ-2014                      |
| 79                                            | 10 сентября 2013                              | Андорра                                       | 2:0                                           | 2                                             | Отборочные матчи ЧМ-2014                      |
| 80                                            | 11 октября 2013                               | Венгрия                                       | 8:1                                           | 3                                             | Отборочные матчи ЧМ-2014                      |
| 81                                            | 15 октября 2013                               | Турция                                        | 2:0                                           | -                                             | Отборочные матчи ЧМ-2014                      |
| 82                                            | 5 марта 2014                                  | Франция                                       | 0:2                                           | -                                             | Товарищеский матч                             |
| 83                                            | 17 мая 2014                                   | Эквадор                                       | 1:1                                           | 1                                             | Товарищеский матч                             |
| 84                                            | 31 мая 2014                                   | Гана                                          | 1:0                                           | 1                                             | Товарищеский матч                             |
| 85                                            | 4 июня 2014                                   | Уэльс                                         | 2:0                                           | -                                             | Товарищеский матч                             |
| 86                                            | 13 июня 2014                                  | Испания                                       | 5:1                                           | 2                                             | Финальные матчи ЧМ-2014                       |
| 87                                            | 18 июня 2014                                  | Австралия                                     | 3:2                                           | 1                                             | Финальные матчи ЧМ-2014                       |
| 88                                            | 29 июня 2014                                  | Мексика                                       | 2:1                                           | -                                             | Финальные матчи ЧМ-2014                       |
| 89                                            | 5 июля 2014                                   | Коста-Рика                                    | 0:0                                           | -                                             | Финальные матчи ЧМ-2014                       |
| 90                                            | 9 июля 2014                                   | Аргентина                                     | 0:0                                           | -                                             | Финальные матчи ЧМ-2014                       |
| 91                                            | 12 июля 2014                                  | Бразилия                                      | 3:0                                           | 1                                             | Финальные матчи ЧМ-2014                       |
| 92                                            | 4 сентября 2014                               | Италия                                        | 0:2                                           | -                                             | Товарищеский матч                             |
| 93                                            | 9 сентября 2014                               | Чехия                                         | 1:2                                           | -                                             | Отборочные матчи ЧЕ-2016                      |
| 94                                            | 10 октября 2014                               | Казахстан                                     | 3:1                                           | -                                             | Отборочные матчи ЧЕ-2016                      |
| 95                                            | 13 октября 2014                               | Исландия                                      | 0:2                                           | -                                             | Отборочные матчи ЧЕ-2016                      |
| 96                                            | 16 ноября 2014                                | Латвия                                        | 6:0                                           | 1                                             | Отборочные матчи ЧЕ-2016                      |
| 97                                            | 15 июня 2015                                  | США                                           | 3:4                                           | -                                             | Товарищеский матч                             |
| 98                                            | 12 июня 2015                                  | Латвия                                        | 2:0                                           | -                                             | Отборочные матчи ЧЕ-2016                      |
| 99                                            | 6 сентября 2015                               | Турция                                        | 0:3                                           | -                                             | Отборочные матчи ЧЕ-2016                      |
| 100                                           | 10 октября 2015                               | Казахстан                                     | 2:1                                           | -                                             | Отборочные матчи ЧЕ-2016                      |
| 101                                           | 13 октября 2015                               | Чехия                                         | 2:3                                           | 1                                             | Отборочные матчи ЧЕ-2016                      |
| 102                                           | 31 августа 2017                               | Франция                                       | 0:4                                           | -                                             | Отборочные матчи ЧМ-2018                      |

Итого: 102 матча / 50 голов; 66 побед, 18 ничьих, 18 поражений.

## Тренерская карьера
4 мая 2021 года было объявлено, что начиная с сезона 2021/22 ван Перси совместно с Брайаном Пинасом возглавит юношескую команду до 16 лет в Академии «Фейеноорда».

## Личная жизнь

### Семья
Мать Робина — Хосе Рас, художник и ювелир. Отец — Боб, скульптор. После развода родителей Робин жил с отцом. В школе был известен как хулиган, неоднократно оттуда исключался. Дед по матери — Вим Рас, в прошлом гимнаст. В детстве Робин мечтал пойти по стопам родителей, однако потом выбрал спортивную карьеру.
31 марта 2004 года Робин женился на своей давней подруге марокканского происхождения Бухре. У пары двое детей: сын Шакил, который родился 16 ноября 2006 года и дочь Диана Лайла, появившаяся на свет в 2009 году.

### Обвинение в изнасиловании
В июне 2005 года ван Перси был арестован полицией по обвинению в изнасиловании: фотомодель Сандра Кригсман заявила, что ван Перси приставал к ней и изнасиловал её в гостиничном номере. В феврале 2006 года дело было передано в суд, а ван Перси провёл 14 суток в тюрьме, однако вскоре его оттуда отпустили, хотя дело ещё не было закрыто. В конце концов Робин был полностью оправдан судом, а Кригсман вынуждена была сознаться, что хотя и вступала в интимные отношения с ван Перси, но историю про изнасилование полностью выдумала.
Ван Перси, несмотря на то, что был прощён женой, только спустя несколько месяцев решился рассказать об этом скандале и заявил, что повёл себя тогда откровенно отвратительно. К тому же, по словам Робина, в тюрьме было невыносимо душно, от чего он терял сознание несколько раз. Также утверждается, что полиция вынуждена была осматривать его личные вещи, хотя им это было делать запрещено по закону.

## Статистика выступлений

### Клубная карьера
| Клуб                 | Сезон                | Лига | Лига | Кубки | Кубки | Еврокубки | Еврокубки | Прочие | Прочие | Итого | Итого | Товарищеские матчи | Товарищеские матчи | Всего | Всего |
| Клуб                 | Сезон                | Игры | Голы | Игры  | Голы  | Игры      | Голы      | Игры   | Голы   | Игры  | Голы  | Игры               | Голы               | Игры  | Голы  |
| -------------------- | -------------------- | ---- | ---- | ----- | ----- | --------- | --------- | ------ | ------ | ----- | ----- | ------------------ | ------------------ | ----- | ----- |
| Фейеноорд            | 2001/02              | 10   | 0    | 0     | 0     | 7         | 0         | 0      | 0      | 17    | 0     | 1                  | 0                  | 18    | 0     |
| Фейеноорд            | 2002/03              | 23   | 8    | 3     | 7     | 2         | 0         | 0      | 0      | 28    | 15    | 6                  | 7                  | 34    | 22    |
| Фейеноорд            | 2003/04              | 28   | 6    | 2     | 0     | 3         | 0         | 0      | 0      | 33    | 6     | 13                 | 6                  | 46    | 12    |
| Фейеноорд            | Итого                | 61   | 14   | 5     | 7     | 12        | 0         | 0      | 0      | 78    | 21    | 20                 | 13                 | 98    | 34    |
| Арсенал              | 2004/05              | 26   | 5    | 8     | 4     | 6         | 1         | 1      | 0      | 41    | 10    | 6                  | 3                  | 47    | 13    |
| Арсенал              | 2005/06              | 24   | 5    | 6     | 4     | 7         | 2         | 1      | 0      | 38    | 11    | 0                  | 0                  | 38    | 11    |
| Арсенал              | 2006/07              | 22   | 11   | 1     | 0     | 8         | 2         | 0      | 0      | 31    | 13    | 2                  | 3                  | 33    | 16    |
| Арсенал              | 2007/08              | 15   | 7    | 1     | 0     | 7         | 2         | 0      | 0      | 23    | 9     | 7                  | 4                  | 30    | 13    |
| Арсенал              | 2008/09              | 28   | 11   | 6     | 4     | 10        | 5         | 0      | 0      | 44    | 20    | 3                  | 0                  | 47    | 20    |
| Арсенал              | 2009/10              | 16   | 9    | 0     | 0     | 4         | 1         | 0      | 0      | 20    | 10    | 5                  | 3                  | 25    | 13    |
| Арсенал              | 2010/11              | 25   | 18   | 5     | 2     | 3         | 2         | 0      | 0      | 33    | 22    | 0                  | 0                  | 33    | 22    |
| Арсенал              | 2011/12              | 38   | 30   | 2     | 2     | 8         | 5         | 0      | 0      | 48    | 37    | 6                  | 3                  | 54    | 40    |
| Арсенал              | 2012/13              | -    | -    | -     | -     | -         | -         | -      | -      | 0     | 0     | 1                  | 0                  | 1     | 0     |
| Арсенал              | Итого                | 194  | 96   | 29    | 16    | 53        | 20        | 2      | 0      | 278   | 132   | 30                 | 16                 | 308   | 148   |
| Манчестер Юнайтед    | 2012/13              | 38   | 26   | 4     | 1     | 6         | 3         | 0      | 0      | 48    | 30    | 0                  | 0                  | 48    | 30    |
| Манчестер Юнайтед    | 2013/14              | 21   | 12   | 0     | 0     | 6         | 4         | 1      | 2      | 28    | 18    | 5                  | 1                  | 33    | 19    |
| Манчестер Юнайтед    | 2014/15              | 27   | 10   | 2     | 0     | 0         | 0         | 0      | 0      | 29    | 10    | 0                  | 0                  | 29    | 10    |
| Манчестер Юнайтед    | Итого                | 86   | 48   | 6     | 1     | 12        | 7         | 1      | 2      | 105   | 58    | 5                  | 1                  | 110   | 59    |
| Фенербахче           | 2015/16              | 31   | 16   | 5     | 5     | 12        | 1         | 0      | 0      | 48    | 22    | 0                  | 0                  | 48    | 22    |
| Фенербахче           | 2016/17              | 24   | 9    | 4     | 4     | 7         | 1         | 0      | 0      | 35    | 14    | 1                  | 0                  | 36    | 14    |
| Фенербахче           | 2017/18              | 2    | 0    | 0     | 0     | 2         | 0         | 0      | 0      | 4     | 0     | 5                  | 0                  | 9     | 0     |
| Фенербахче           | Итого                | 57   | 25   | 9     | 9     | 21        | 2         | 0      | 0      | 87    | 36    | 6                  | 0                  | 93    | 36    |
| Фейеноорд            | 2017/18              | 12   | 5    | 2     | 2     | 0         | 0         | 0      | 0      | 14    | 7     | 0                  | 0                  | 14    | 7     |
| Фейеноорд            | 2018/19              | 25   | 16   | 4     | 2     | 1         | 0         | 1      | 0      | 31    | 18    | 6                  | 5                  | 37    | 23    |
| Фейеноорд            | Итого                | 37   | 21   | 6     | 4     | 1         | 0         | 1      | 0      | 45    | 25    | 6                  | 5                  | 51    | 30    |
| Всего за «Фейеноорд» | Всего за «Фейеноорд» | 98   | 35   | 11    | 11    | 13        | 0         | 1      | 0      | 123   | 46    | 26                 | 18                 | 149   | 64    |
| Всего за карьеру     | Всего за карьеру     | 435  | 204  | 55    | 37    | 99        | 29        | 4      | 2      | 593   | 272   | 67                 | 35                 | 660   | 307   |

### Выступления за сборную
| Сборная          | Год              | Отборочные матчи ЧМ | Отборочные матчи ЧМ | Финальные матчи ЧМ | Финальные матчи ЧМ | Отборочные матчи ЧЕ | Отборочные матчи ЧЕ | Финальные матчи ЧЕ | Финальные матчи ЧЕ | Товарищеские матчи | Товарищеские матчи | Итого | Итого |
| Сборная          | Год              | Игры                | Голы                | Игры               | Голы               | Игры                | Голы                | Игры               | Голы               | Игры               | Голы               | Игры  | Голы  |
| ---------------- | ---------------- | ------------------- | ------------------- | ------------------ | ------------------ | ------------------- | ------------------- | ------------------ | ------------------ | ------------------ | ------------------ | ----- | ----- |
| Нидерланды       | 2005             | 6                   | 1                   | -                  | -                  | -                   | -                   | -                  | -                  | 1                  | 0                  | 7     | 1     |
| Нидерланды       | 2006             | -                   | -                   | 4                  | 1                  | 4                   | 4                   | -                  | -                  | 4                  | 1                  | 12    | 6     |
| Нидерланды       | 2007             | -                   | -                   | -                  | -                  | 3                   | 0                   | -                  | -                  | 1                  | 0                  | 4     | 0     |
| Нидерланды       | 2008             | 2                   | 0                   | -                  | -                  | -                   | -                   | 4                  | 2                  | 4                  | 3                  | 10    | 5     |
| Нидерланды       | 2009             | 4                   | 1                   | -                  | -                  | -                   | -                   | -                  | -                  | 4                  | 1                  | 8     | 2     |
| Нидерланды       | 2010             | -                   | -                   | 7                  | 1                  | 0                   | 0                   | -                  | -                  | 4                  | 4                  | 11    | 5     |
| Нидерланды       | 2011             | -                   | -                   | -                  | -                  | 6                   | 6                   | -                  | -                  | 3                  | 0                  | 9     | 6     |
| Нидерланды       | 2012             | 3                   | 2                   | -                  | -                  | -                   | -                   | 3                  | 1                  | 4                  | 3                  | 10    | 6     |
| Нидерланды       | 2013             | 6                   | 9                   | -                  | -                  | -                   | -                   | -                  | -                  | 4                  | 1                  | 10    | 10    |
| Нидерланды       | 2014             | -                   | -                   | 6                  | 4                  | 4                   | 2                   | -                  | -                  | 5                  | 2                  | 15    | 8     |
| Нидерланды       | 2015             | -                   | -                   | -                  | -                  | 4                   | 1                   | -                  | -                  | 1                  | 0                  | 5     | 1     |
| Нидерланды       | 2017             | 1                   | 0                   | -                  | -                  | -                   | -                   | -                  | -                  | 0                  | 0                  | 1     | 0     |
| Всего за карьеру | Всего за карьеру | 22                  | 13                  | 17                 | 6                  | 21                  | 13                  | 7                  | 3                  | 35                 | 15                 | 102   | 50    |

## Достижения

### Командные
«Фейеноорд»
- Обладатель Кубка Нидерландов: 2017/18
- Обладатель Суперкубка Нидерландов: 2018
- Обладатель Кубка УЕФА: 2001/02

»Арсенал»
- Обладатель Кубка Англии: 2004/05
- Обладатель Суперкубка Англии: 2004

«Манчестер Юнайтед»
- Чемпион Англии: 2012/13
- Обладатель Суперкубка Англии: 2013

Сборная Нидерландов
- Серебряный призёр чемпионата мира: 2010
- Бронзовый призёр чемпионата мира: 2014

### Личные
- Лучший бомбардир в истории сборной Нидерландов: 50 голов
- Обладатель «Бронзовой бутсы» чемпионата мира: 2014
- Футбольный талант года в Нидерландах: 2001/02
- Игрок года по версии АФЖ: 2012
- Игрок года по версии футболистов ПФА: 2012
- Игрок года по версии болельщиков ПФА: 2012
- Лучший бомбардир английской Премьер-лиги (2): 2012, 2013
- Игрок месяца английской Премьер-лиги (5): ноябрь 2005, октябрь 2009, октябрь 2011, декабрь 2012, апрель 2013
- Включён в символическую сборную чемпионата Англии по версии ПФА (2): 2012, 2013
- Включён в символическую сборную Европы по версии European Sports Media: 2011/12
- Лучший игрок «Арсенала» (2): 2009, 2012
- Обладатель приза сэра Мэтта Басби: 2013
- Гол сезона по версии BBC: 2012/13 (против «Астон Виллы»)[103][104]
- Гол месяца по версии BBC (5): ноябрь 2005, октябрь 2009, октябрь 2011, декабрь 2012, апрель 2013